# Winter-Paralympics 2018/Teilnehmer (Deutschland)
| stlisierte Goldmedaille | stlisierte Silbermedaille | stlisierte Bronzemedaille |
| ----------------------- | ------------------------- | ------------------------- |
| 7                       | 8                         | 4                         |

Deutschland hat bei den Winter-Paralympics 2018 in Pyeongchang von 9. bis 18. März 2018 mit 24 Athleten (einschließlich der vier Begleitläufer) teilgenommen, davon fünf Curler (drei Männer, zwei Frauen), acht alpine Skiläufer (drei Männer, fünf Frauen) und elf Langläufer und Biathleten (sieben Männer, vier Frauen).
Die Verabschiedung des deutschen Paralympics-Teams durch Bundespräsident Frank-Walter Steinmeier fand am 4. März auf dem Flughafen Frankfurt Main statt. Karl Quade war zum wiederholten Mal Chef de Mission der deutschen Mannschaft.
Mit sieben Gold-, acht Silber- und vier Bronzemedaillen belegte Deutschland nach Ende dieser Paralympics Platz fünf im Medaillenspiegel.

## Medaillengewinner

### Gold
| Name               | Sportart  | Wettkampf                 |
| ------------------ | --------- | ------------------------- |
| Andrea Eskau       | Biathlon  | 10 km sitzend             |
| Andrea Eskau       | Biathlon  | 12,5 km sitzend           |
| Martin Fleig       | Biathlon  | 15 km sitzend             |
| Anna-Lena Forster  | Ski Alpin | Super-Kombination sitzend |
| Anna-Lena Forster  | Ski Alpin | Slalom sitzend            |
| Anna Schaffelhuber | Ski Alpin | Abfahrt sitzend           |
| Anna Schaffelhuber | Ski Alpin | Super-G sitzend           |

### Silber
| Name               | Sportart    | Wettkampf                 |
| ------------------ | ----------- | ------------------------- |
| Andrea Eskau       | Skilanglauf | 5 km sitzend              |
| Andrea Eskau       | Skilanglauf | 12 km sitzend             |
| Andrea Eskau       | Skilanglauf | Sprint 1,1 km sitzend     |
| Andrea Rothfuss    | Ski Alpin   | Abfahrt stehend           |
| Andrea Rothfuss    | Ski Alpin   | Riesenslalom stehend      |
| Andrea Rothfuss    | Ski Alpin   | Super-G stehend           |
| Andrea Rothfuss    | Ski Alpin   | Super-Kombination stehend |
| Anna Schaffelhuber | Ski Alpin   | Super-Kombination sitzend |

### Bronze
| Name                                         | Sportart    | Wettkampf                |
| -------------------------------------------- | ----------- | ------------------------ |
| Clara Klug                                   | Biathlon    | 10 km sehbehindert       |
| Clara Klug                                   | Biathlon    | 12,5 km sehbehindert     |
| Andrea Rothfuss                              | Ski Alpin   | Slalom stehend           |
| Steffen Lehmker Andrea Eskau Alexander Ehler | Skilanglauf | Mixed-Staffel 4 × 2,5 km |

## Teilnehmer nach Sportarten

### Curling
- Wolf Meißner
- Heike Melchior
- Harry Pavel
- Christiane Putzich
- Martin Schlitt

### Ski Alpin
- Anna-Lena Forster
- Lucien Gerkau (Guide von Noemi Ristau)
- Georg Kreiter
- Thomas Nolte
- Anna-Maria Rieder
- Noemi Ristau
- Andrea Rothfuss
- Anna Schaffelhuber

### Skilanglauf
- Alexander Ehler
- Andrea Eskau
- Martin Fleig
- Martin Härtl (Guide von Clara Klug)
- Vivian Hösch
- Lutz Klausmann (Guide von Nico Messinger)
- Clara Klug
- Steffen Lehmker
- Nico Messinger
- Florian Schillinger (Guide von Vivian Hösch)
- Anja Wicker